# Christian Luerssen
Christian Luerssen, född 6 maj 1843 i Bremen, död 28 juni 1916 i Charlottenburg, var en tysk botaniker.
Luerssen var först lärare i Bremen, studerade därefter naturvetenskap i Jena, där han blev filosofie doktor 1868. Han blev assistent vid botaniska institut i Leipzig 1869, där han 1872 blev privatdocent och kustos vid universitetsherbariet. År 1884 blev han professor i botanik vid Forstakademien i Neustadt-Eberswalde och var 1888-1910 professor vid universitetet i Königsberg. 
Luerssen studerade främst de högre kryptogamerna, särskilt ormbunkar och fräknar, på vilket område hans deskriptiva arbeten, särskilt hans andel i "Rabenhorsts Kryptogamenflora von Deutschland" (andra upplagan, band 3, 1884-89), är mönstergilla i avseende på utförlighet och noggrannhet.
Auktorsnamnet Luerss. kan användas för Christian Luerssen i samband med ett vetenskapligt namn inom botaniken; se Wikipediaartiklar som länkar till auktorsnamnet.